# START I

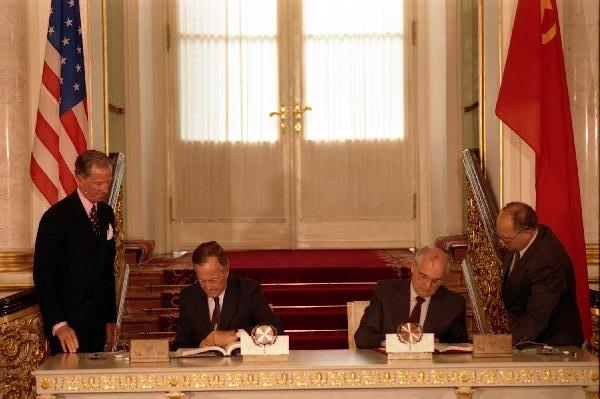
El 31 de julio de 1991, el presidente de Estados Unidos, George Bush (sentado a la izquierda), y el secretario general del Partido Comunista de la Unión Soviética, Mijaíl Gorbachov (sentado a la derecha), firman el Acuerdo START I para la eliminación de las armas nucleares estratégicas de ambos países.

El START I (Strategic Arms Reduction Treaty, Tratado de Reducción de Armas Estratégicas) era un tratado entre Estados Unidos y la URSS que consistió en autolimitar el número de misiles nucleares que poseía cada superpotencia. Fue propuesto por el entonces presidente estadounidense Ronald Reagan, y finalmente firmado por George H. W. Bush . Por parte soviética el firmante fue Mijaíl Gorbachov. Inicialmente se llamó simplemente START; se le cambió el nombre a START I de forma retrospectiva cuando se aprobó una actualización del mismo, el START II.
Fue firmado el 31 de julio de 1991, cinco meses antes del colapso de la Unión Soviética, sin embargo, no entró en operación sino hasta diciembre de 1994. El tratado establecía limitaciones en la cantidad de varios tipos de vehículos y cabezas nucleares que ambos países podían poseer. Pero afectó también a algunas de las nuevas repúblicas desmembradas de la URSS, como Bielorrusia, Kazajistán y Ucrania. Actualmente, estos tres últimos países han desmantelado completamente su capacidad nuclear.
El tratado perdió vigencia el 5 de noviembre de 2009. Los países del Tratado esperan firmar un nuevo acuerdo en enero de 2010 que supondrá "una reducción radical de las cabezas atómicas" (Serguéi Lavrov, Ministro de Asuntos Exteriores ruso).